# Rue Jacques-Cartier
Pour les articles homonymes, voir Jacques Cartier (homonymie).
La rue Jacques-Cartier est une voie du 18e arrondissement de Paris, en France.

## Situation et accès
La rue Jacques-Cartier est une voie publique située dans le 18e arrondissement de Paris. Elle débute au 228, rue Championnet et se termine au 20-28, rue Lagille.

## Origine du nom

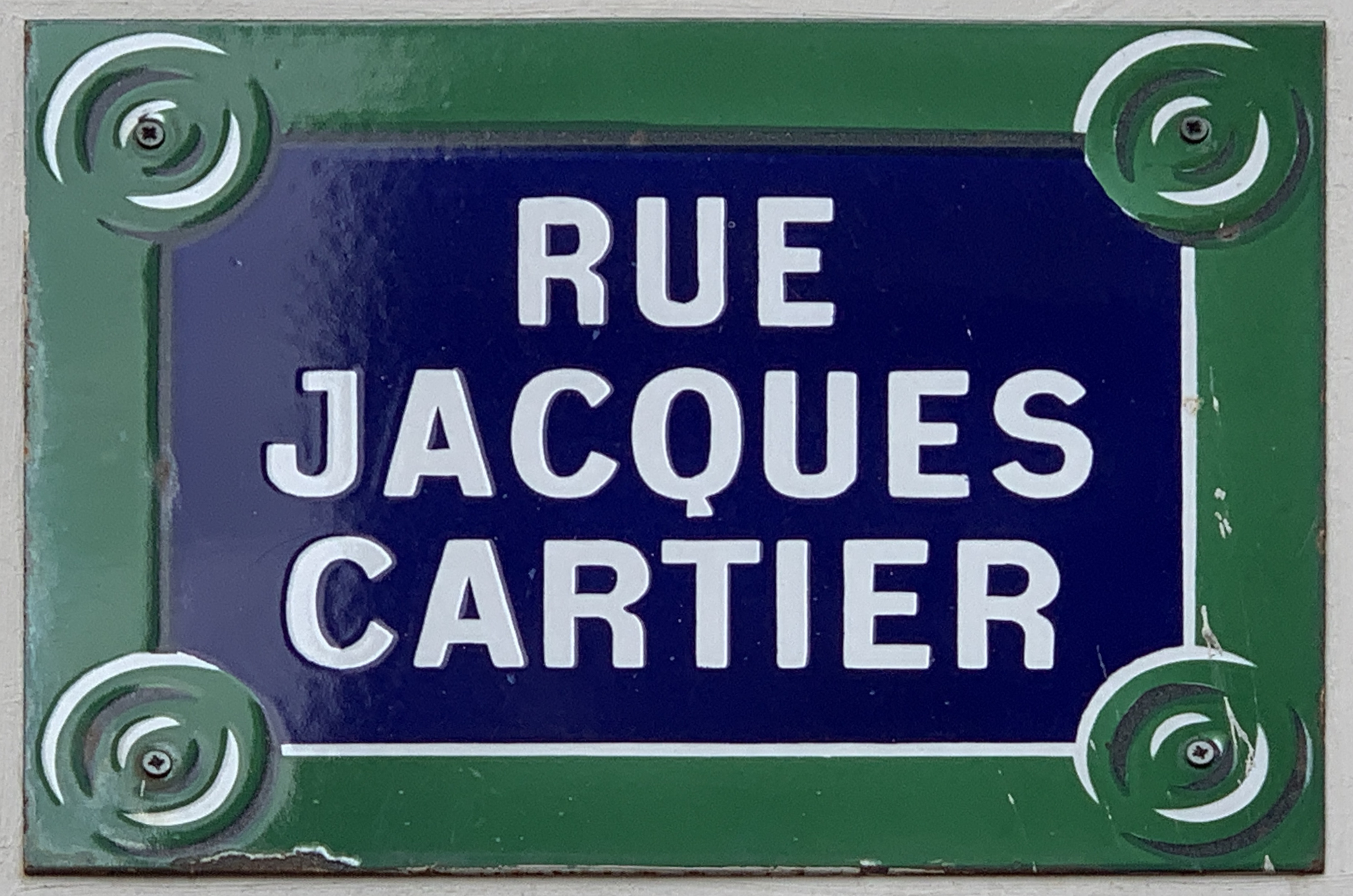
Plaque de la rue.

Elle porte le nom du navigateur français Jacques Cartier (1491-1557). 

## Historique
Cette voie est ouverte en 1855, en tant qu'impasse, sous le nom  d'« impasse Andrieux ». Devenue rue, elle prend en 1869 le nom de « rue Andrieux » avant de prendre sa dénomination actuelle par un décret du 10 février 1875 et est classée dans la voirie parisienne par un décret du 18 octobre 1881.